# Howard Rollins
Howard Ellsworth Rollins Jr. (* 17. Oktober 1950 in Baltimore, Maryland; † 8. Dezember 1996 in New York City, New York) war ein US-amerikanischer Film- und Theaterschauspieler.

## Leben
Howard Rollins wuchs in bescheidenen Verhältnissen auf und wurde als jüngstes von vier Kindern eines Stahlarbeiters und einer Haushälterin in Baltimore geboren. Rollins absolvierte das State College in Towson, wo er Theaterwissenschaften studierte. Ermutigt durch einen Freund nahm Rollins an einem Casting von Von Mäusen und Menschen an einem Theater in Baltimore teil und fiel durch sein schauspielerisches Talent auf.
Mitte der 1970er Jahre zog der Afroamerikaner nach New York City, wo er allerdings kaum größere Theaterrollen offeriert bekam. 1978 debütierte er als Filmschauspieler im Filmdrama The Trial of the Moke an der Seite des damals ebenfalls noch unbekannten Schauspielers Samuel L. Jackson. Rollins’ Karriere blieb bis auf wenige Ausnahmen auf Fernsehfilme beschränkt. Seinen Durchbruch als Schauspieler erzielte Rollins im Jahr 1981, als er in Miloš Formans Filmdrama Ragtime die Rolle von Coalhouse Walker Jr. übernahm, und dafür 1982 für den Oscar in der Kategorie Bester Nebendarsteller nominiert wurde. Für denselben Film wurde er auch für zwei Golden Globe Awards nominiert. Eine Auszeichnung blieb ihm jedoch verwehrt.
Von 1988 bis 1994 stand Rollins für die Krimiserie In der Hitze der Nacht vor der Kamera, was für ihn ein weiterer Schritt auf der Karriereleiter bedeutete.
Howard Rollins erkrankte Mitte der 1990er Jahre an AIDS. Auch wurde Mitte Oktober 1996 bei ihm ein Malignes Lymphom festgestellt, an dem er sechs Wochen später im Alter von 46 Jahren starb.
Im Oktober 2006 wurde im Senator Theater in Baltimore eine Wachsstatue errichtet, die den Schauspieler zeigt. Diese steht heute im Great Blacks in Wax Museum in Baltimore.

## Filmografie (Auswahl)
- 1981: Die Geschichte des James Thornwell (Thornwell)
- 1981: Ragtime
- 1983: Jackson, Mississippi (For Us the Living: The Medgar Evers Story)
- 1984: Er ist gefeuert – Sie ist geheuert (He’s Fired, She’s Hired)
- 1984: Sergeant Waters – Eine Soldatengeschichte (A Soldier’s Story)
- 1984: Wo das Grauen lauert (House of Dies Drear)
- 1986: Times Square Gang (The Children of Times Square)
- 1988–1994: In der Hitze der Nacht (In the Heat of the Night, Fernsehserie)
- 1992: Angst ohne Ende (With Murder in Mind)

## Auszeichnung (Auswahl)
- 1982: Nominierung als Bester Nebendarsteller für Ragtime
- Golden Globe Award Nominierung als bester Nebendarsteller für Ragtime
- Golden Globe Award Nominierung als Nachwuchsstar des Jahres für Ragtime